# Rie Kugimiya

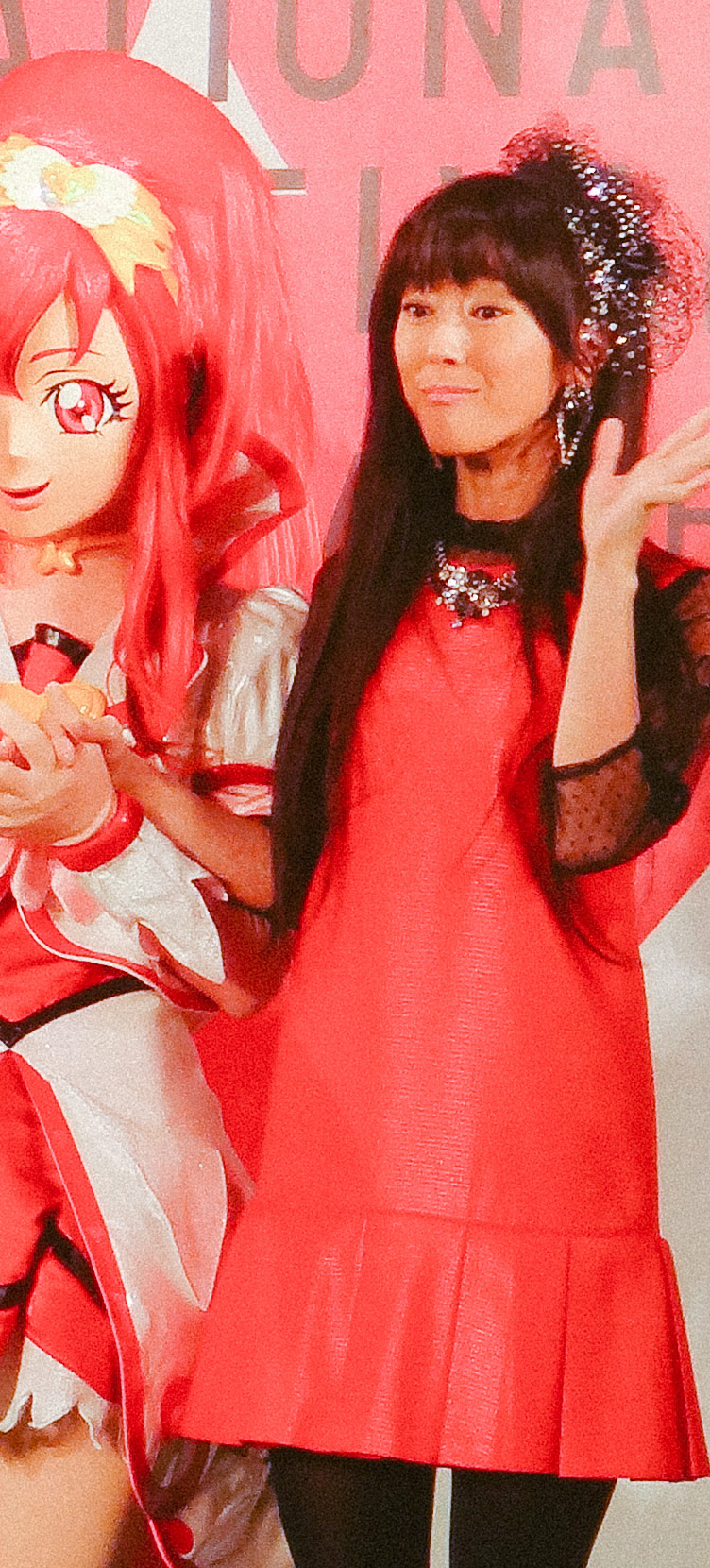
Rie Kugimiya

Rie Kugimiya (jap. 釘宮 理恵, Kugimiya Rie; * 30. Mai 1979) ist eine japanische Synchronsprecherin (Seiyū).

## Biografie
Kugimiya stammt aus der Präfektur Kumamoto. 1997 gewann sie bei der vom Nihon Narration Engi Kenkyūjo (日本ナレーション演技研究所) gesponserten 1. Seiyū Summer School den „I’m enterprise & Watashi-tachi, Tobimasu“-Preis – letzteres ist der Name einer Radiosendung der Nihon Narration Engi Kenkyūjo. Daraufhin wurde sie von I’m enterprise übernommen.
Ihr Debüt als Synchronsprecherin hatte sie 1998 in der Sega-Saturn-Fassung der Ren’ai-Simulation étude prologue – Yureugoku Kokoro no Katachi (étude prologue ～揺れ動く心のかたち～), und für Anime 1999 als Mentamaru-seijin in Kyoro-chan.
Wegen ihrer Hauptrollen als Shana in der Reihe Shakugan no Shana, Louise in der Reihe Zero no Tsukaima, Nagi Sanzen’in in Hayate no Gotoku! und Taiga Aisaka in Toradora!, oder sogar für einen tragbaren Fernseher, die alle einen Tsundere-Charakter besitzen, wird sie als „Königin des Tsundere“ (ツンデレの女王, tsundere no joō) bezeichnet. Sie ist aber nicht auf diese Rollen festgelegt und spricht ein breites Spektrum an Charakteren.
2007 erhielt sie bei den 2. Seiyū Awards, u. a. wegen ihrer Rolle als Nagi Senzen’in in Hayate no Gotoku! und als Shana in Shakugan no Shana, neben Mitsuki Saiga den Preis für die Beste Weibliche Nebenrolle, sowie 2008 bei den 3. Seiyū Awards, u. a. wegen ihrer Rolle als Taiga Aisaka in Toradora! und als Miharu Rokujō in Nabari no Ō, den Preis für die Beste Weibliche Hauptrolle.

## Werke (Auswahl)
| 2000 - Hand Maid Mei (Cyberdoll Rena) 2002 - Jūni Kokuki (Taiki, Shōshun) - PitaTen (Koboshi Uematsu) - Rizelmine (Rizel Iwaki) 2003 - Konjiki no Gash Bell!! (Tio) - Sumeba Miyako no Cosmos-sō: Suttoko Taisen Dokkoider (Ruri Umeki/Edelweiss) - Fullmetal Alchemist (Alphonse Elric, Kathleen Armstrong) 2004 - Gakuen Alice (Hotaru Imai) - Burn-up Scramble (Maya Jingū) - Major Dai-1 Series (Daisuke Komori) 2005 - Shakugan no Shana (Shana) - Bōken Ō Beet (Rion) - Bokusatsu Tenshi Dokuro-chan (Sabato) 2006 - Otogi-Jūshi: Akazukin (Ringo Kinoshita) - Gin Tama (Kagura) - Ghost Hunt (Masako Hara) - Zero no Tsukaima (Louise Françoise le Blanc de la Vallière) - Digimon Data Squad (Ikuto) 2007 - Ōedo Rocket (Shumpei) - Saikō! Tamagotchi (Mametchi) - Shakugan no Shana II (Shana, Shana-tan) - Zero no Tsukaima – Futatsuki no Kishi (Louise Françoise le Blanc de la Vallière) - Hayate no Gotoku! (Nagi Sanzen’in) - Potemayo (Nene Kasugano, Tomari Seki) - Rental Magica (Mikan Katsuragi, Gembu, Kaori Katsuragi) 2008 - Akaneiro ni Somaru Saka (Yūhi Katagiri) - Kurogane no Linebarrel (Izuna Endō) - Kemeko Deluxe! (Misaki Hayakawa) - Zero no Tsukaima – Princesses no Rondo (Louise Françoise le Blanc de la Vallière) - Toradora! (Taiga Aisaka) - Elsword (Aisha) - Nabari no Ō (Miharu Rokujō) - Rosario to Vampire, Rosario to Vampire Capu2 (Mizore Shirayuki) 2009 - Umineko no Naku Koro ni (Shannon) - Saki (Yūki Kataoka) - Tamagotchi! (Mametchi) - Fullmetal Alchemist (Alphonse Elric) - Hayate no Gotoku!! (Nagi Sanzen’in) - Fairy Tail (Happy) - Maria-sama ga Miteru 4th Season (Tōko Matsudaira) - Kanamemo (Mika Kujiin) 2010 - Inazuma Eleven (Toramaru Utsunomiya) - Ōkami-san to Shichinin no Nakama-tachi (Mimi Usami) - Hyakka Ryōran Samurai Girls (Yukimura Sanada) - Ladies vs. Butlers! (Kaoru Daichi) - To Aru Majutsu no Index II (Agnese Sanctis) 2011 - The Idolm@ster (Iori Minase) - Astarotte no Omocha! (Astarotte) - Kaitō Tenshi Twin Angel – Kyunkyun Tokimeki Paradise!! (Kurumi Hazuki) - Gin Tama’ (Kagura) - Dragon Crisis! (Rose) - Hidan no Aria (Aria H. Kanzaki) - Shakugan no Shana III (Shana) - Persona 4: The Animation (Rise Kujikawa) 2012 - Arashi no Yoru ni – Himitsu no Tomodachi (May) - Kingdom (Karyō Ten) - Zero no Tsukaima F (Louise Françoise le Blanc de la Vallière) - Shining Hearts – Shiawase no Pan (Melty de Granite) - Haiyore! Nyaruko-san (Hasuta) - Recorder to Randoseru (Atsumi Miyagawa) 2014 - Saki: Zenkoku-hen (Yūki Kataoka) - Selector Infected Wixoss (Ulith) - Danna ga Nani o Itteiru ka Wakaranai Ken (Rino Juse) - Tokyo Ghoul (Jūzō Suzuya) - Trinity Seven (Sora) - No Game No Life (Tet) - Persona 4: The Golden (Rise Kujikawa) - Mangaka-san to Assistant-san to (Sena Kuroi) - World Trigger (Kirie Konami) 2015 - Gintama° (Kagura) - Kekkai Sensen (White, Black) - Danna ga Nani o Itteiru ka Wakaranai Ken2-sureme (Rino Juse) - Tokyo Ghoul √A (Jūzō Suzuya) - Punch Line (Meika Daihatsu) 2019 - Kono Yo no Hate de Koi o Utau Shōjo YU-NO (Mio Shimazu) 2022 - Kotarō wa Hitori Gurashi (Kotaro Satō) - 2002: Cosplay Complex (Delmo) - 2003: Guardian Hearts (Hina) - 2005: Guardian Hearts! Power Up! - 2005: Otogi-Jūshi: Akazukin (Ringo Kinoshita) - 2005: Gin Tama (Kagura) - 2006: Maria-sama ga Miteru 3rd Season (Tōko Matsudaira) - 2006: Shakugan no Shana SP (Shana) - 2008: Maria-sama ga Miteru: OVA Fan Disc (Tōko Matsudaira) - 2008: The Idolmaster: Live For You! (Iori Minase) - 2009: Akaneiro ni Somaru Saka: Hardcore (Yūhi Katagiri) - 2009: Shakugan no Shana S (Shana) - 2009: Hayate no Gotoku!! Atsu ga Natsu Ize: Mizugi-hen (Nagi Sanzen’in) - 2010: Boku, Otarīman. (Minamoto, Erzähler) - 2011: Fairy Tail – Yōkoso Fairy Hills!! (Happy) - 2011: Astarotte no Omocha! EX (Astarotte) - 2012: Toradora - Bentou no Gokui (Aizawa Taiga) - 2004: Gekijōban Konjiki no Gash Bell!! 101-banme no Mamono (Tio) - 2005: Fullmetal Alchemist – Der Film: Der Eroberer von Shamballa (Alphonse Elric) - 2005: Gekijōban Konjiki no Gash Bell!! Mecha-Vulcan no Raishū (Tio) - 2007: Eiga de Tōjō! Tamagotchi Doki Doki! Uchū no Maigotchi!? (Mametchi) - 2008: Eiga! Tamagotchi: Uchū Ichi Happy na Monogatari!? (Mametchi) - 2010: Gekijōban Inazuma Eleven: Saikyō Gundan Ogre Shūrai (Toramaru Utsunomiya) - 2010: Crayon Shin-chan: Chōjikū! Arashi o Yobu Ora no Hanayome (Tamiko Kaneari) - 2010: Gekijōban Gin Tama: Shin’yaku Benizakura Hen (Kagura) - 2011: Heart no Kuni no Alice – Wonderful Wonder World (Alice Liddell) - 2011: Hagane no Renkinjutsushi: Milos no Seinaru Hoshi (Alphonse Elric) - 2011: Gekijōban Hayate no Gotoku! Heaven is a Place on Earth (Nagi Sanzen’in) - 2012: Ao no Exorcist (Usamaro) - 2012: Fairy Tail: Hōō no Miko (Happy) - 2013: Doki Doki! PreCure: Mana Kekkon!!? Mirai ni Tsunagu Kibō no Dress (Madoka Aguri / Cure Ace) - 2013: Gekijōban Gin Tama Kanketsu-hen: Yorozuya yo Eien Nare (Kagura) - 2014: The Idolmaster Movie: Kagayaki no Mukōgawa e! (Iori Minase) - 2014: Rakuen Tsuihō – Expelled from Paradise (Angela Balzac) - 2014: Santa Company (Thomas Dow) - 2014: Pretty Cure All Stars New Stage 3: Eien no Tomodachi (Madoka Aguri / Cure Ace) - 2001: Hermina to Culus – Lilie no Atelier: Mō Hitotsu no Monogatari, Lilie no Atelier – Salburg Renkinjutsushi 3 (Hermina) - 2003: Summon Night 3 (Alize) - 2003–2005: Wagamama Fairy Mirumo de Pon! (Mirmo) - 2004–2006: Riviera: The Promised Land (Ecthel (J)/Ein (US/EU)) - 2005–2011: The Idolm@ster/The Idolm@ster 2 (Iori Minase) - 2006: Yakuza 2 (Haruka Sawamura) - 2006/2009: Utawarerumono (Kamyu) (PS2-/PSP-Fassung) - 2007: Routes PE, Routes Portable (Yuasa Satsuki) - 2008: Star Ocean: The Second Evolution (Precis F. Neumann) - 2008: D.C. II P.S. – Da Capo II Plus Situation (Erika Murasaki) - 2008: Tales of Symphonia: Dawn of the New World (Marta Lualdi) - 2008: Persona 4 (Rise Kujikawa) - 2008: Moesta – Moeru Tōdai Eigojuku (Grammar Edemupawā) - 2009: X-Blades (Ayumi) - 2009: Dengeki Gakuen RPG: Cross of Venus (Shana, Taiga Aisaka, Sabato) - 2009: Yakuza 3 (Haruka Sawamura) - 2010: Umineko no Naku Koro ni – Majo to Suiri no Rondo (Shannon) - 2010: .hack//link (Lilie Weiss/Cello) - 2010–2011: Ōgon Musōkyoku/Ōgon Musōkyoku X (Shannon) - 2010–2011: Quiz Magic Academy 7 und 8 (Aiko) - 2011: Tales of the World: Radiant Mythology 3 (Marta Lualdi) - 2012: Asura’s Wrath (Mithra) - 2012: Virtue’s Last Reward (Quark) - 2015: League of Legends (Annie) - Ruby Gloom (Ruby Gloom) |